# Hemerocallis 'Catherine Woodbery'
Hemerocallis 'Catherine Woodbery' — сорт многолетних травянистых растений рода Лилейник (лат. Hemerocallis).
Используется в качестве декоративного садового растения, а также, как модель в биологических исследованиях.

## Характеристика сорта
Диплоид.
Высота куста около 76 см, согласно другому источнику 60—90 см.
Корни мясистые.
Листья многочисленные, узкие, линейные.
Цветки диаметром около 15 см, светло-сиренево-розовые с зелёным горлом. Аромат сильный.
Средне-позднего срока цветения.

## В культуре
Рекомендуется высаживать в местах освещённых солнцем или в полутени.
Почва: хорошо дренированная, умеренно влажная, плодородная. Кислотность почвы от 6,1 до 7,8 pH.
Зоны морозостойкости (USDA-зоны): от 3a до 9b.